# Święta Woda
Święta Woda – wzgórze w Polsce, na terenie miasta Wasilków w województwie podlaskim.
Na wzgórzu znajduje się Sanktuarium Matki Boskiej Bolesnej w Świętej Wodzie (Wasilków).